# Zagloba ornata
Zagloba ornata – gatunek chrząszcza z rodziny biedronkowatych i podrodziny Coccinellinae. Występuje endemicznie na zachodzie Stanów Zjednoczonych.

## Taksonomia
Gatunek ten opisany został po raz pierwszy w 1895 roku przez George’a Henry’ego Horna na łamach „Transactions of the American Entomological Society” pod nazwą Cephaloscymnus ornatus. Jako miejsce typowe wskazano hrabstwo Siskiyou w stanie Kalifornia. W 1899 roku Thomas Lincoln Casey przeniósł go do rodzaju Zagloba, opisując w jego obrębie również dwa inne gatunki z Kalifornii, Zagloba laticollis i Zagloba orbipennis. Oba zsynonimizowane zostały z Z. ornata w 1985 roku przez Roberta Gordona. W 1931 roku Richard Korschefsky dokonał wyznaczenia Cephaloscymnus ornatus gatunkiem typowym rodzaju Zagloba.

## Morfologia
Chrząszcz o podługowato-owalnym ciele długości od 1,75 do 2 mm i szerokości od 1,43 do 1,65 mm. Cały wierzch ciała jest gęsto pokryty owłosieniem, przy czym większość włosków jest stercząca. Głowa jest brązowa z czułkami i narządami gębowymi żółtawobrązowymi. Czułki są krótkie, o trzech ostatnich członach formujących zwartą buławkę. Ostatni człon głaszczków szczękowych ma prawie równoległe boki i lekko zwężony szczyt. Przedplecze jest brązowe, często z żółtobrązowymi bokami. Pokrywy bywają od jasno- do ciemnobrązowych, zwykle z dwiema parami rozmytych, żółtych plam, aczkolwiek plamy w obrębie tej samej pokrywy często bywają wąsko połączone. Odnóża są żółtawobrązowe, zakończone pseudotrójczłonowymi stopami o pazurkach z zębem nasadowym. Spód ciała jest brązowy. Odwłok jest grubiej niż u Z. satana punktowany i cechuje się pierwszym z widocznych sternitów (wentrytem) w przypadku obu płci o kompletnych liniach udowych. Samiec ma symetryczne genitalia. Samica wyróżnia się na tle północnoamerykańskich przedstawicieli rodzaju zredukowanym, niewielkim, wydłużonym infundibulum.

## Rozprzestrzenienie
Owad nearktyczny, endemiczny dla zachodu Stanów Zjednoczonych. Rozmieszczony jest od południowo-zachodniego Oregonu przez całą Kalifornię po południową Arizonę.